# Tiago Dias
Tiago Daniel Rodrigues Dias (Lisbona, 4 maggio 1998) è un calciatore portoghese, difensore del Casa Pia.

## Caratteristiche tecniche
Dias è un esterno di piede mancino che può giocare anche da numero 10. È un giocatore agile ed offensivo, noto per il suo ottimo controllo di palla e per i tiri dalla lunga distanza.

## Carriera

### Club
Dias è arrivato nel settore giovanile del Milan nel 2017 proveniente dal Benfica. Alla sua prima stagione in Primavera, ha giocato 35 partite, segnato 7 gol e fornito 4 assist. Ha ricevuto la prima chiamata in prima squadra il 18 marzo 2018 per un incontro di Serie A contro il Chievo ma non ha giocato. È andato in panchina anche nell'ultima gara di campionato contro la Fiorentina.
Il 1 settembre 2018 è stato prestato al Braga B con opzione di acquisto.
Il 28 agosto 2018 si è unito al Famalicão a titolo definitivo. Dias was registered for the club's B-team.
Il 9 luglio 2021 si è trasferito al Feirense.
Il 19 giugno 2023 il Casa Pia ha annunciato l'acquisto di Dias con un contratto di quattro anni.

### Nazionale
Ha giocato nelle nazionali giovanili portoghesi Under-16, Under-17, Under-18, Under-19 ed Under-20.

## Statistiche

### Presenze e reti nei club
Statistiche aggiornate al 29 ottobre 2023.
| Stagione        | Squadra         | Campionato      | Campionato | Campionato | Coppe nazionali | Coppe nazionali | Coppe nazionali | Coppe continentali | Coppe continentali | Coppe continentali | Altre coppe | Altre coppe | Altre coppe | Totale | Totale | Totale |
| Stagione        | Squadra         | Comp            | Pres       | Reti       | Comp            | Pres            | Reti            | Comp               | Pres               | Reti               | Comp        | Pres        | Reti        | Pres   | Reti   |        |
| --------------- | --------------- | --------------- | ---------- | ---------- | --------------- | --------------- | --------------- | ------------------ | ------------------ | ------------------ | ----------- | ----------- | ----------- | ------ | ------ | ------ |
| 2016-2017       | Benfica B       | LdH             | 4          | 1          |                 | -               | -               |                    | -                  | -                  |             | -           | -           | 4      | 1      |        |
| 2017-2018       | Milan           | A               | 0          | 0          | CI              | 0               | 0               |                    | -                  | -                  |             | -           | -           | 0      | 0      |        |
| 2018-2019       | Braga B         | LdH             | 12         | 3          |                 | -               | -               |                    | -                  | -                  |             | -           | -           | 12     | 3      |        |
| 2020-2021       | Olhanense       | CdP             | 26         | 3          | CP+CdL          | 0               | 0               |                    | -                  | -                  |             | -           | -           | 26     | 3      |        |
| 2021-2022       | Feirense        | LdH             | 25         | 0          | CP+CdL          | 1+1             | 0               |                    | -                  | -                  |             | -           | -           | 27     | 0      |        |
| 2022-2023       | Feirense        | LdH             | 34         | 3          | CP+CdL          | 0+4             | 0               |                    | -                  | -                  |             | -           | -           | 38     | 3      |        |
| 2023-2024       | Casa Pia        | PL              | 4          | 0          | CP+CdL          | 1+2             | 0               |                    | -                  | -                  |             | -           | -           | 7      | 0      |        |
| Totale carriera | Totale carriera | Totale carriera | 105        | 10         |                 | 9               | 0               |                    | -                  | -                  |             | -           | -           | 114    | 10     |        |